# Brug 367
Brug 367 is een vaste brug in Amsterdam-Noord.
In de 21e eeuw is het een onbetekenende voetbrug die voetgangers de gelegenheid geeft een doodlopend parkpad te betreden, daar waar in oude tijden het jaagpad liep van de Buikslotertrekvaart. De brug ligt tegenover Buiksloterdijk 192. Kunstschilder Gerrit Lambrechts kwam hier rond 1816 langs en legde de toenmalige versie vast, in 1922 gevolgd door fotograaf Jacobus van Eck. Vlak daarvoor annexeerde de gemeente Amsterdam de zelfstandige gemeente Buiksloot, nadat deze getroffen was door de Stormvloed van 1916. Een medewerker van de Dienst der Publieke Werken inspecteerde toen alle bruggen in Buiksloot, maakte tekeningen en vertrok weer. In 1951 werd geconstateerd dat de brug geheel verdwenen was, vermoedelijk als gevolg van houtroof tijdens de Tweede Wereldoorlog. Er werd toen een nieuwe brug van 8 meter lengte geplaatst met een centrale doorvaart van 3 meter, die nog bepaald werd door de brugpijlers met jukken die er nog stonden. In 1976 werd de onderdoorgang aangepast.

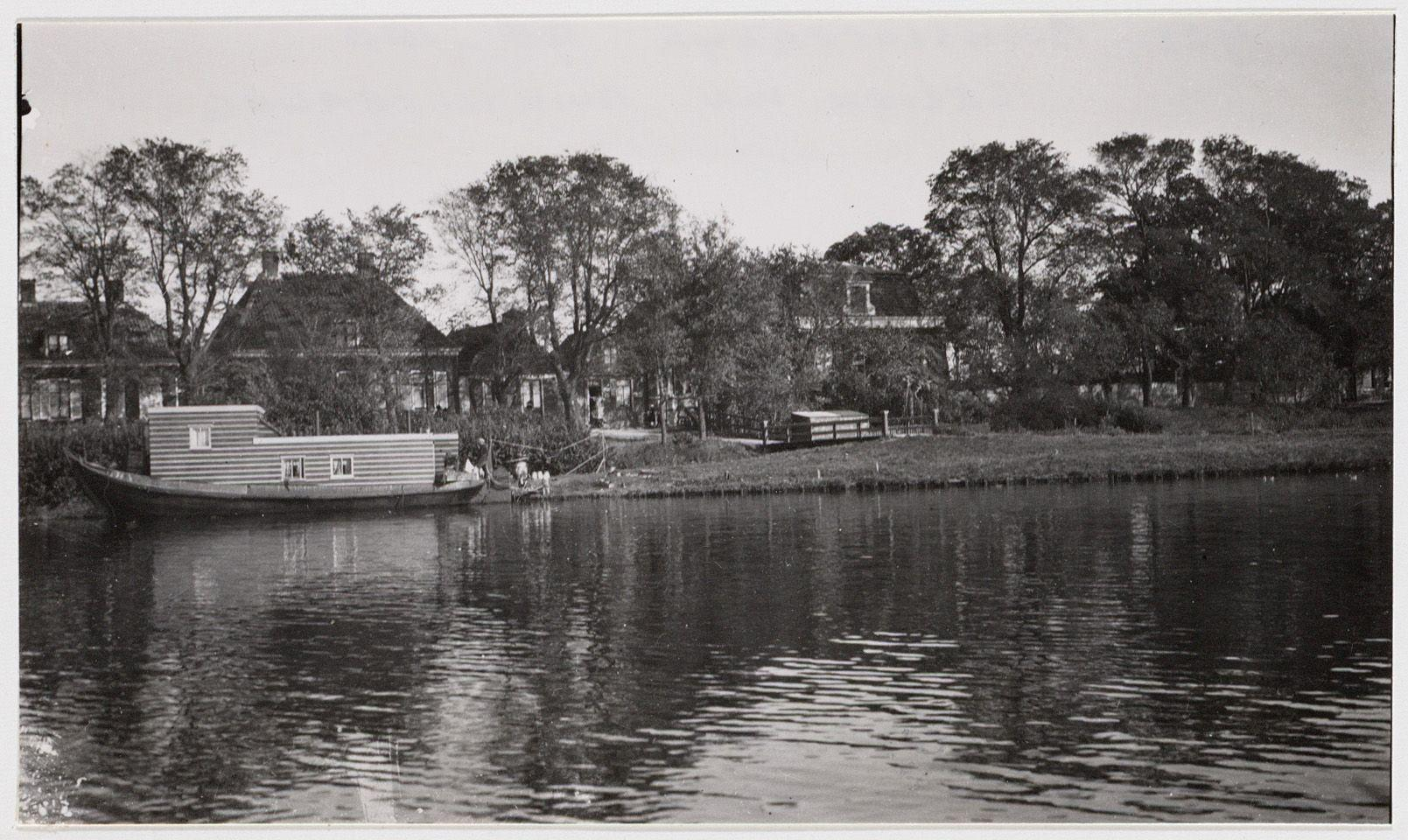
Van Eck in 1922 met op de voorgrond het Noordhollandsch Kanaal

<<< · 300 · 301 · 302 · 303 · 304 · 305 · 306 · 307 · 308 · 309 · 310 · 311 · 312 · 313 · 314 · 315 · 316 · 317 · 318 · 320 · 321 · 322 · 323 · 324 · 325 · 327 · 328 · 330 · 331 · 332 · 333 · 334 · 335 · 336 · 337 · 338 · 339 · 340 · 341 · 342 · 343 · 344 · 345 · 346 · 347 · 348 · 349 · 350 · 351 · 352 · 353 · 354 · 355 · 356 · 357 · 358 · 359 · 360 · 361 · 362 · 363 · 364 · 365 · 366 · 367 · 368 · 371 · 372 · 373 · 374 · 375 · 376 · 377 · 378 · 379 · 380 · 381 · 382 · 383 · 385 · 386 · 387 · 388 · 389 · 390 · 391 · 392 · 393 · 394 · 395 · 396 · 397 · 398 · 399 · >>>
Brugnummers 319, 326, 329 (tijdelijke duiker in de Ringspoordijk), 369, 370, 384 zijn niet (meer) vergeven.